# Tammy (película)
Tammy es una película del 2014 dirigida por Ben Falcone y producida, coescrita y protagonizada por Melissa McCarthy. La película también es protagonizada por Susan Sarandon, Allison Janney, Toni Collette, Sandra Oh, Dan Aykroyd, Kathy Bates, y Falcone. Se estrenó el 2 de julio de 2014.

## Elenco
- Melissa McCarthy como Tammy Banks.
- Susan Sarandon como Pearl Balzen.[3]
- Kathy Bates como Lenore.
- Mark Duplass como Bobby Tillman.
- Allison Janney como Deborah "Deb" Balzen.
- Sandra Oh como Susanne.
- Gary Cole como Earl Tillman.
- Dan Aykroyd como Don.
- Toni Collette como Missi Jenkins.
- Nat Faxon como Greg Banks.
- Sarah Baker como Becky.
- Rich Williams como Larry.
- Ben Falcone como Keith Morgan.
- Mia Rose Frampton como Karen.
- Mark L. Young como Jesse.

## Producción
El rodaje comenzó el 3 de mayo de 2013 en Wilmington, Carolina del Norte. También se filmó en Louisville, Kentucky y las Cataratas del Niágara, Nueva York.

## Estreno
El primer tráiler fue estrenado el 6 de mayo de 2014. El 16 de junio, se estrenó el tráiler para Reino Unido.

### Taquilla
La película recaudó $6.2 millones en su primer día, y $21.6 millones en el fin de semana. Recaudando $100,375,432 contra un presupuesto de $20 millones.

## Críticas
En Rotten Tomatoes tiene un puntaje de 24% basado en 162 críticas.
En Metacritic, la película tiene un puntaje de 39 sobre 100, basado en 36 críticas.

## Nominaciones y premios
| Año  | Premio                                         | Categoría                              | Nominado         | Resultado |
| ---- | ---------------------------------------------- | -------------------------------------- | ---------------- | --------- |
| 2014 | Festival Internacional de Cine de Palm Springs | Directores                             | Ben Falcone      | Ganador   |
| 2014 | Teen Choice Awards                             | Elección de Estrella de Cine de Verano | Melissa McCarthy | Nominada  |
| 2015 | People's Choice Awards                         | Actriz Cómica Favorita de Cine         | Melissa McCarthy | Ganó      |
| 2015 | People's Choice Awards                         | Actriz Favorita de Cine                | Melissa McCarthy | Nominada  |